# Antilanac
Antilanac je parcijalno uređen skup u kojem nikoja dva elementa nisu usporediva, dok u lancu vrijedi suprotno. Ako je A antilanac, onda mu je veličina |A|. Antilancima se bavi Spernerov teorem, Lubell-Yamamoto-Meshalkinova nejednakost, Mirskyev teorem, Dilworthov teorem i dr.
Svaki lanac i antilanac u P imaju presjek u kojem je najviše jedan član. Zbog toga je duljina svakog lanca manja od najmanjeg broja antilanaca koji čija unija sadrži cijeli P, a veličina svakog antilanca je najviše jednaka najmanjem broju lanaca čija unija sadrži čitavi P.